# Pantotheria
Il gruppo Pantotheria comprende specie di mammiferi vissuti nel Mesozoico. Si tratta di un gruppo la cui tassonomia è stata sostituita dall'ordine Dryolestida, insieme ad altri gruppi. A volte viene indicata come un'Infraclasse ed i vecchi libri scientifici si riferiscono ad essa come collegamento al gruppo dei simmetrodonti.